# Бузівська сільська рада (Магдалинівський район)
Бу́зівська сільська́ ра́да — колишній орган місцевого самоврядування в Магдалинівському районі Дніпропетровської області. Адміністративний центр — село Бузівка.

## Загальні відомості
- Населення ради: 1 958 осіб (станом на 2001 рік)

## Населені пункти
Сільській раді були підпорядковані населені пункти:
- с. Бузівка
- с. Йосипівка
- с. Ковпаківка

## Склад ради
Рада складалася з 16 депутатів та голови.
- Голова ради: Гейдер Борис Ернестович
- Секретар ради: Буряк Лариса Сергіївна

### Керівний склад попередніх скликань
| Прізвище, ім'я, по батькові | Основні відомості                                                             | Дата обрання | Дата звільнення |
| --------------------------- | ----------------------------------------------------------------------------- | ------------ | --------------- |
| Бондаренко Марія Іванівна   | Сільський голова, 1963 року народження, член Партії регіонів                  | 26.03.2006   | 31.10.2010      |
| Гейдер Борис Ернестович     | Сільський голова, 1964 року народження, освіта середня загальна, безпартійний | 31.10.2010   |                 |

Примітка: таблиця складена за даними сайту Верховної Ради України

### Депутати
За результатами місцевих виборів 2010 року депутатами ради стали:

#### За суб'єктами висування
| Суб'єкт висування           | Кількість обраних депутатів | %    |
| --------------------------- | --------------------------- | ---- |
| Партія регіонів             | 11                          | 68,8 |
| Самовисування               | 3                           | 18,8 |
| Комуністична партія України | 2                           | 12,5 |

#### За округами
| № округу                    | Прізвище, ім'я, по батькові       | Дата визнання обраним | Освіта             | Партійна приналежність            | Відомості про обраного депутата                          |
| --------------------------- | --------------------------------- | --------------------- | ------------------ | --------------------------------- | -------------------------------------------------------- |
| Комуністична партія України |                                   |                       |                    |                                   |                                                          |
| 3                           | Патинка Тетяна Вікторівна         | 04.11.2010            | середня спеціальна | член Комуністичної партії України | Укрпошта, зав. відділенням                               |
| 15                          | Назаренко Тетяна Григорівна       | 04.11.2010            | середня            | член Комуністичної партії України | пенсіонер                                                |
| Партія регіонів             |                                   |                       |                    |                                   |                                                          |
| 1                           | Бондар Тетяна Іванівна            | 04.11.2010            | середня            | член Партії регіонів              | селянське фермерське господарство «Сім'я», обліковець    |
| 2                           | Варяниця Галина Іванівна          | 04.11.2010            | вища               | член Партії регіонів              | Бузівська середня загальноосвітня школа, директор        |
| 4                           | Чміль Валентина Григорівна        | 04.11.2010            | середня            | член Партії регіонів              | Бузівське відділення Ощадбанку, касир                    |
| 5                           | Сабадир Ліна Борисівна            | 04.11.2010            | середня спеціальна | член Партії регіонів              | Бузівська сільська рада, касир-рахівник                  |
| 6                           | Кіріченко Валентина Володимирівна | 04.11.2010            | середня спеціальна | член Партії регіонів              | Бузівська сільська рада, спеціаліст 2 кат.               |
| 7                           | Буряк Лариса Сергіївна            | 04.11.2010            | середня спеціальна | член Партії регіонів              | Бузівська сільська рада, секретар                        |
| 9                           | Петренко Любов Яківна             | 04.11.2010            | середня            | член Партії регіонів              | пенсіонер                                                |
| 10                          | Долівець Григорій Миколайович     | 04.11.2010            | середня            | член Партії регіонів              | одноосібник                                              |
| 12                          | Овсієнко Світлана Василівна       | 04.11.2010            | вища               | член Партії регіонів              | селянське фермерське господарство «Бондарево», бухгалтер |
| 13                          | Нікішина Ольга Володимирівна      | 04.11.2010            | вища               | член Партії регіонів              | селянське фермерське господарство «Руслан», інженер      |
| 14                          | Мастіпанова Ольга Михайлівна      | 04.11.2010            | вища               | член Партії регіонів              | Ковпаківська середня загальноосвітня школа, директор     |
| Самовисування               |                                   |                       |                    |                                   |                                                          |
| 8                           | Калініченко Радислав Анатолійович | 04.11.2010            | вища               | позапартійний                     | ТОВ «Кисень монтаж», директор                            |
| 11                          | Бабенко Світлана Петрівна         | 04.11.2010            | середня            | позапартійна                      | домогосподарка                                           |
| 16                          | Костюченко Олена Володимирівна    | 04.11.2010            | середня спеціальна | позапартійна                      | селянське фермерське господарство «Руслан», бухгалтер    |